# Hacke Hackspett som Rödluvan
Hacke Hackspett som Rödluvan (engelska: Who's Cookin' Who?) är en tecknad kortfilm från 1946 med Hacke Hackspett.

## Handling
Hacke ligger och läser Aisopos fabel om "Gräshoppan och myrorna": hela sommaren arbetade myrorna med att samla mat till vintern, medan gräshoppan spelade fiol hela dagarna. När vintern kom hade myrorna massor av mat medan gräshoppan var frusen och hungrig. Hacke avfärdar fabeln som en massa struntprat. När han ligger på gräset får han se flera myror som går förbi med mat på ryggarna. Han möter också gräshoppan också han bärandes på mat, gräshoppan säger att myrorna lärde honom en läxa. Hacke säger att bara tanken på jobb gör honom trött, och han tar sig en lur i en hängmatta. När han vaknar sex månader senare är det vinter och tjock snö överallt. Han går hem in i sitt hus, men där inne finns det ingen mat att äta. Flera veckor senare står Hacke ansikte mot ansikte med svälten. Men så hör han en varg yla utanför. Han tar fram och läser en bok med titeln "Hur man tillagar en varg". Sedan går han ut ur huset klädd som Rödluvan och kallar på vargen. Han möter vargen och berättar för honom att han är på väg mot mormors stuga med en korg mat. Vargen tar sig en titt i korgen och blir slagen av en boxningshandske och en klubba. Medan vargen ligger nedslagen sticker Hacke i förväg till stugan. Vargen kommer snart till stugan och ser en lapp på dörren där det står att mormor är på bio. Vargen smiter in och klär ut sig till mormor och ligger i hennes säng, och medan han väntar på Rödluvan läser han en bok om nya sätt att tillaga Rödluvan på. Han märker att det luktar rök och ser att Hacke tänt en eld under sängen för att tillaga vargen, och vargen hoppar högt ur sängen och landar i en kittel. Under kitteln har Hacke redan tänt en annan eld som han håller liv i, men vargen tar tag i Hacke och lägger honom i kitteln istället. Så är båda utanför kitteln, och ett slagsmål bryter ut. Det som följer är flera situationer där de försöker ta kål på varandra på olika brutala sätt. Till sist har vargen Hacke på spett, men så vaknar Hacke i hängmattan. Det hela var bara en dröm och Hacke ser åter myror som bär på mat. Filmen slutar med att man får se myrorna och gräshoppan bärandes på mat, och Hacke själv har en bunden varg på ryggen.